# Quartier de l'Hôtel-de-Ville (Paris)
Le quartier de l'Hôtel-de-Ville est un quartier historique de Paris issu de son redécoupage lors de la Révolution française. Il se situait sur la rive droite de la Seine au centre de la ville et dans l'ancien IXe arrondissement. Depuis 1860, il ne désigne plus une subdivision administrative de la capitale.

## Historique
L'ancien quartier de la Grève est issu du découpage de la ville vers 954. 
La place de Grève est, avec le quai de Grève, le principal port de la ville au Moyen Âge. 
Elle accueille les institutions municipales dans la « maison aux Piliers » à partir de 1357. 
En 1786, cette partie de la ville dépend des paroisses de Saint-Merri, Saint-Jean-en-Grève et Saint-Gervais.
Les alentours de l'hôtel de ville connurent depuis diverses organisations administratives.
- 1789 : le quartier de Hôtel-de-Ville est officiellement créé, constitué de quatre districts, pour désigner ses députés du Tiers état aux  états généraux.
- 1790 : la section de l’Hôtel de Ville constitue une nouvelle subdivision administrative. Elle sera renommée en 1792 section de la Maison-Commune puis en 1794 section de la Fidélité.
- 1795 : la section est rattachée à l'ancien IXe arrondissement.
- 1811 : la section redevient quartier de l'Hôtel de Ville.
- 1860 : les quartiers Saint-Merri et Saint-Gervais, du nouveau 4e arrondissement, remplacent le précédent. Des conseils de quartier sont institués en 2007.
- 2000 : le 4e arrondissement porte désormais le nom d'arrondissement de l'Hôtel-de-Ville.
- 2020 : les quatre premiers arrondissements sont regroupés dans le 1er secteur administratif et électoral dénommé Paris centre.

En 1811, le quartier est délimité par les quais de Seine au sud, la Place de l'Hôtel-de-Ville à l'ouest, la rue de la Tixéranderie (détruite dans les années 1850), l'ancienne place Baudoyer suivi de la rue François-Miron (alors rue Saint Antoine) au nord, les rues de Fourcy et des Nonnains-d'Hyères à l'est.

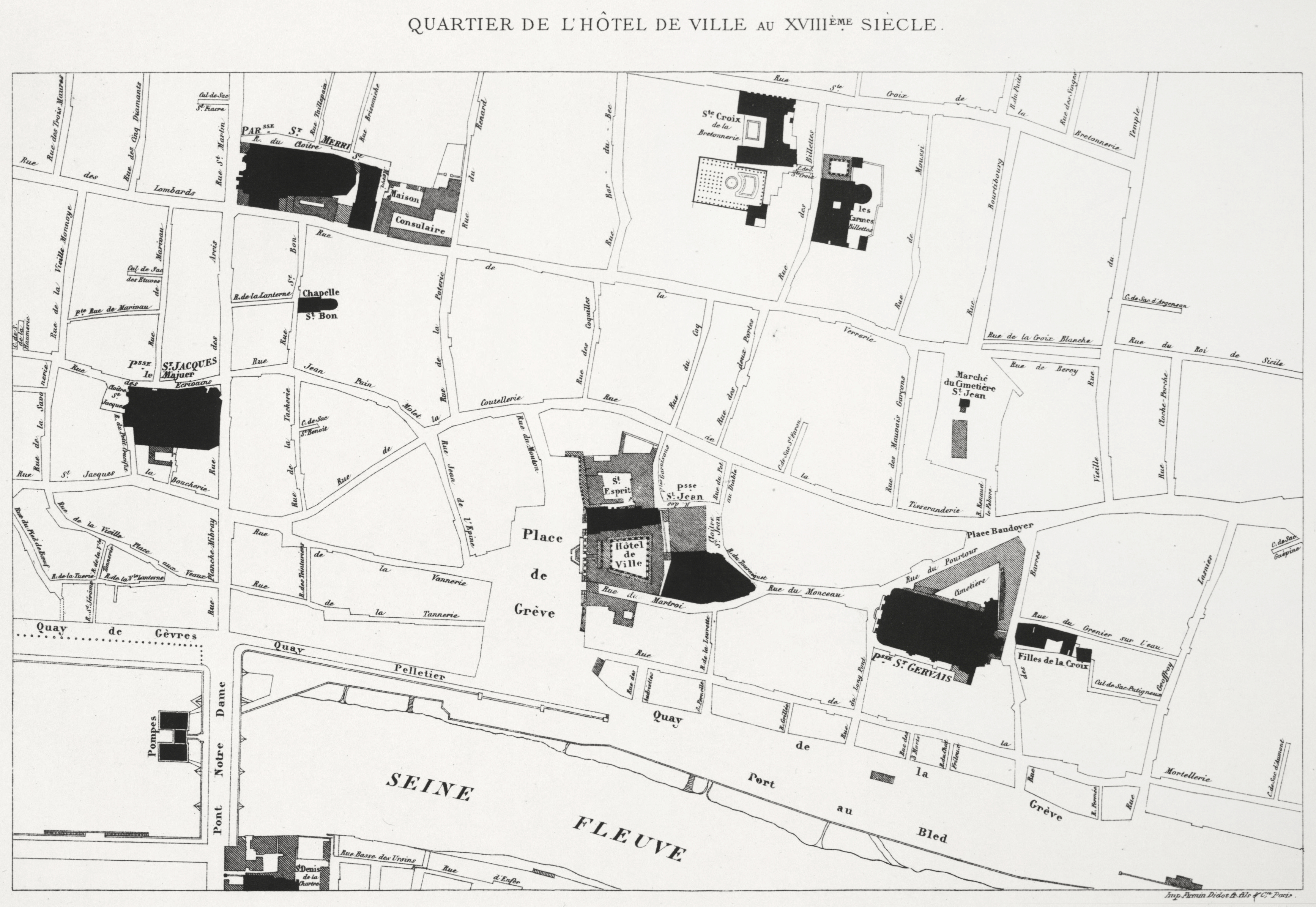
Quartier de l'Hôtel-de-Ville au XVIIIe siècle avec la rue de la Tixéranderie.
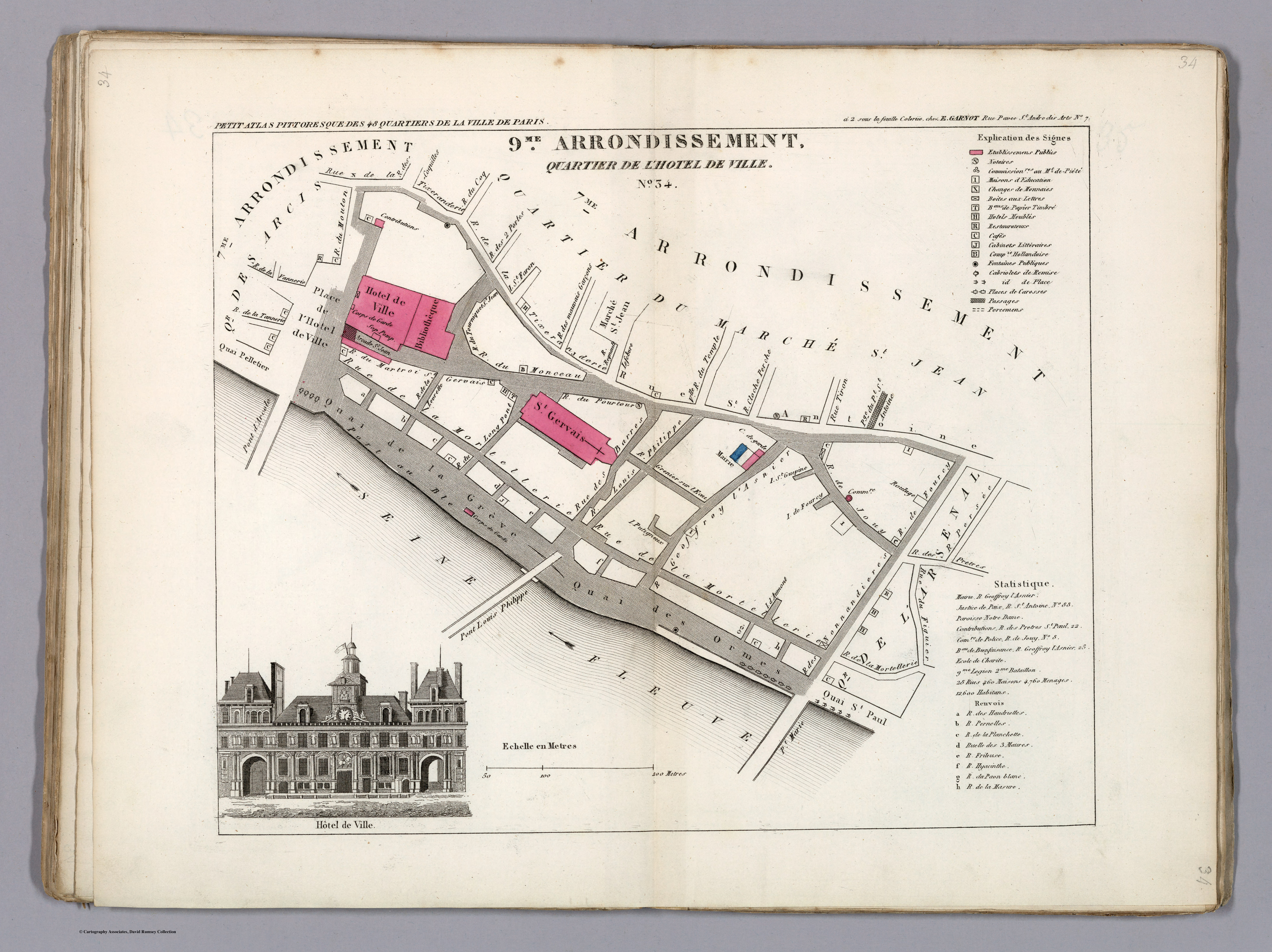
Plan du quartier de l'Hôtel-de-Ville dans l'ancien 9e arrondissement en 1834.